# Ludovic al IX-lea, Landgraf de Hessa-Darmstadt
Ludovic al IX-lea de Hesse-Darmstadt (germană Ludwig), (n. 15 decembrie 1719, Darmstadt, Germania – d. 6 aprilie 1790, Pirmasens, Renania-Palatinat, Germania) a fost landgraf de Hesse-Darmstadt din 1768 până în 1790. A fost fiu al lui Ludovic al VIII-lea, landgraf de Hesse-Darmstadt și al Charlottei de Hanau.

## Biografie
A fost fiul cel mare al Landgrafului Ludovic al VIII-lea de Hesse-Darmstadt și a  soției acestuia, contesa Charlotte de Hanau-Lichtenberg.
Ludovic al IX-lea a fondat în 1763 orașul Pirmasens pe propriile lui teritorii, comitatul de Hanau-Lichtenberg, pe locul unui micuț sat, un loc unde soldații săi să poată face exerciții, lucru care nu se putea întâmpla în capitala comitatului, Bouxwiller, oraș aflat sub suzeranitate franceză din 1680. El a transformat Pirmasens în reședința sa principală. Ludovic al IX-lea a avut o slăbiciune pentru armată. Ca și Frederic Wilhelm I al Prusiei, regele-soldat, el a petrecut mult timp pentru a menține garnizoana de la Pirmasens. La moartea sa, în 1790, fiul și succesorul său, Ludovic al X-lea, a închis imediat garnizoana de la Pirmasens, pentru a o transfera în Darmstadt, capitala teritoriului.

## Copii
Ludovic al IX-lea s-a căsătorit la 12 august 1741 cu Caroline de Zweibrücken (1721-1774), fiica lui Christian al III-lea, Conte Palatin de Zweibrücken. Din căsătorie au rezultat opt copii:
| Nume                                                       | Portret | Naștere           | Deces             | Note                                                                         |
| ---------------------------------------------------------- | ------- | ----------------- | ----------------- | ---------------------------------------------------------------------------- |
| Caroline                                                   |         | 1746              | 1821              | Căsătorită cu Frederic al V-lea, Landgraf de Hesse-Homburg                   |
| Frederika Louisa Regină a Prusiei                          |         | 16 octombrie 1751 | 25 februarie 1805 | Căsătorită în 1769 cu Frederic Wilhelm al II-lea al Prusiei; a avut copii.   |
| Ludovic I Mare Duce de Hesse                               |         | 14 iunie 1753     | 6 aprilie 1830    | Căsătorit în 1799 cu Louise de Hesse-Darmstadt; a avut copii.                |
| Amalie Prințesă Ereditară de Baden                         |         | 20 iunie 1754     | 21 iunie 1832     | Căsătorită în 1775 cu Carl Ludovic, Prinț Ereditar de Baden; a avut copii.   |
| Wilhelmina Louisa Marea Ducesă Natalia Alexeievna a Rusiei |         | 25 iunie 1755     | 15 aprilie 1776   | Căsătorită în 1773 cu viitorul împărat Pavel I al Rusiei; a murit la naștere |
| Louisa Augusta Marea Ducesă de Saxa-Weimar-Eisenach        |         | 30 ianuarie 1757  | 14 februarie 1830 | Căsătorită în 1775 cu Karl Augustus de Saxa-Weimar-Eisenach; a avut copii.   |
| Frederic                                                   |         | 1759              | 1802              |                                                                              |
| Christian Landgraf de Hesse-Darmstadt                      |         | 25 noiembrie 1763 | 17 aprilie 1830   | A murit celibatar                                                            |

La un an după moartea soției sale, Ludovic al IX-lea s-a căsătorit morganatic cu Adélaïde de Cherouze, care a fost numită în 1775 contesă von Lemberg.